# Pays d'Aix Université Club Handball
O Pays d'Aix handebol University Club é um clube de handebol francês com sede em Aix-en-Provence

## Historia
O Pays d'Aix Handebol Clube University foi fundada em 1955 sob o nome de  Aix University Club.
Acessando o Nacional 3 no início dos anos 70, o clube tem crescido constantemente ingressar no National 4 em 1993 (campeão da França), a Nacional 3 em 1994 (campeão da França) e Divisão 2, em 1995, apesar de um breve rebaixamento em temporadas 2001-2002 e 2002-2003 (França campeão N1). Após o título de campeão da França D2 em 2012 , a equipe chegou à Divisão 1 para a temporada 2012-2013.
O nome atual do clube remonta a 2004, após a criação da aglomeração do Aix Comunidade . 

## Elenco 2013/14
| Nr. | Pais      | Nome                 | Posição | Data de Nascimento |
| --- | --------- | -------------------- | ------- | ------------------ |
| 01  | França    | Robin Capelle        | TH      | 05.02.1984         |
| 30  | França    | Yohann Ploquin       | TH      | 31.05.1978         |
| 04  | Espanha   | Matthieu Ong         | LA      | 12.07.1992         |
| 15  | França    | Mickaël Illes        | LA      | 15.12.1983         |
| 06  | França    | Maxime Cochard       | RA      | 16.10.1992         |
| 65  | França    | Vincent Vially       | RA      | 19.10.1986         |
| 02  | Eslovênia | Boris Becirovic      | RL      | 08.04.1987         |
| 05  | Espanha   | Iosu Goñi Leoz       | RL      | 04.01.1990         |
| 09  | França    | Loїc Laurent         | RM      | 12.06.1992         |
| 14  | Sérvia    | Vladica Stojanović   | RM      | 14.06.1981         |
| 44  | Eslovênia | Dean Bombač          | RM      | 04.04.1989         |
| 24  | França    | Luc Tobie            | RR      | 24.06.1988         |
| 79  | Grécia    | Alexandros Vasilakis | RR      | 09.08.1979         |
| 10  | França    | Jérémie Courtois     | KM      | 26.01.1987         |
| 13  | França    | Pierre Marche        | KM      | 19.03.1991         |
| 24  | França    | Luka Karabatić       | KM      | 19.04.1988         |